# Cinderella Rockefella
"Cinderella Rockefella" is een novelty-liedje van het Israëlische folkduo Esther & Abi Ofarim uit 1967. Het nummer is geschreven door Mason Williams en Nancy Ames en werd uitgebracht op het album "2 in 3" van Esther & Abi Ofarim.

## Achtergrond
Esther Ofarim voerde samen met The Smothers Brothers het nummer uit in het televisieprogramma The Smothers Brothers Comedy Hour in april 1967. Mason Williams schreef zowel het lied als voor deze serie. Na dit televisieoptreden nam Ofarim het nummer op met haar man Abi Ofarim. Het tijdschrift Cash Box omschreef het nummer als een "vreemde, vrolijke mix van jodelen met tuba's en banjo's".

## Hitlijsten
De single werd in februari 1968 in het Verenigd Koninkrijk uitgebracht via Philips Records. Binnen een maand stond het nummer op de eerste plaats van de Britse hitlijst, waar hij drie weken bleef staan. Het duo is daarmee in zowel het Verenigd Koninkrijk als Nederland de enige Israëlische act die in de twintigste eeuw een nummer 1-hit scoorde. 
Ook in de Nederlandse Top 40 werd de eerste plek bereikt. De top 10 werd behaald in de hitlijsten in Canada, Ierland, Noorwegen, Oostenrijk, Spanje, Vlaanderen, West-Duitsland en Zwitserland. In de Verenigde Staten kwam het niet verder dan een 68e positie.

### Nederlandse Top 40
| Hitnotering: 16-03-1968 t/m 15-06-1968 | Hitnotering: 16-03-1968 t/m 15-06-1968 | Hitnotering: 16-03-1968 t/m 15-06-1968 | Hitnotering: 16-03-1968 t/m 15-06-1968 | Hitnotering: 16-03-1968 t/m 15-06-1968 | Hitnotering: 16-03-1968 t/m 15-06-1968 | Hitnotering: 16-03-1968 t/m 15-06-1968 | Hitnotering: 16-03-1968 t/m 15-06-1968 | Hitnotering: 16-03-1968 t/m 15-06-1968 | Hitnotering: 16-03-1968 t/m 15-06-1968 | Hitnotering: 16-03-1968 t/m 15-06-1968 | Hitnotering: 16-03-1968 t/m 15-06-1968 | Hitnotering: 16-03-1968 t/m 15-06-1968 | Hitnotering: 16-03-1968 t/m 15-06-1968 | Hitnotering: 16-03-1968 t/m 15-06-1968 | Hitnotering: 16-03-1968 t/m 15-06-1968 |
| Week                                   | 1                                      | 2                                      | 3                                      | 4                                      | 5                                      | 6                                      | 7                                      | 8                                      | 9                                      | 10                                     | 11                                     | 12                                     | 13                                     | 14                                     |                                        |
| -------------------------------------- | -------------------------------------- | -------------------------------------- | -------------------------------------- | -------------------------------------- | -------------------------------------- | -------------------------------------- | -------------------------------------- | -------------------------------------- | -------------------------------------- | -------------------------------------- | -------------------------------------- | -------------------------------------- | -------------------------------------- | -------------------------------------- | -------------------------------------- |
| Nummer                                 | 16                                     | 3                                      | 1                                      | 1                                      | 1                                      | 1                                      | 3                                      | 4                                      | 4                                      | 8                                      | 13                                     | 20                                     | 27                                     | 40                                     | uit                                    |

### Parool Top 20
| Hitnotering: 16-03-1968 t/m 01-06-1968 | Hitnotering: 16-03-1968 t/m 01-06-1968 | Hitnotering: 16-03-1968 t/m 01-06-1968 | Hitnotering: 16-03-1968 t/m 01-06-1968 | Hitnotering: 16-03-1968 t/m 01-06-1968 | Hitnotering: 16-03-1968 t/m 01-06-1968 | Hitnotering: 16-03-1968 t/m 01-06-1968 | Hitnotering: 16-03-1968 t/m 01-06-1968 | Hitnotering: 16-03-1968 t/m 01-06-1968 | Hitnotering: 16-03-1968 t/m 01-06-1968 | Hitnotering: 16-03-1968 t/m 01-06-1968 | Hitnotering: 16-03-1968 t/m 01-06-1968 | Hitnotering: 16-03-1968 t/m 01-06-1968 | Hitnotering: 16-03-1968 t/m 01-06-1968 |
| Week                                   | 1                                      | 2                                      | 3                                      | 4                                      | 5                                      | 6                                      | 7                                      | 8                                      | 9                                      | 10                                     | 11                                     | 12                                     |                                        |
| -------------------------------------- | -------------------------------------- | -------------------------------------- | -------------------------------------- | -------------------------------------- | -------------------------------------- | -------------------------------------- | -------------------------------------- | -------------------------------------- | -------------------------------------- | -------------------------------------- | -------------------------------------- | -------------------------------------- | -------------------------------------- |
| Nummer                                 | 12                                     | 2                                      | 1                                      | 1                                      | 1                                      | 1                                      | 3                                      | 4                                      | 7                                      | 8                                      | 11                                     | 20                                     | uit                                    |

### NPO Radio 2 Top 2000
| Nummer met noteringen in de NPO Radio 2 Top 2000 | '99  | '00 | '01  |
| ------------------------------------------------ | ---- | --- | ---- |
| Cinderella Rockefella                            | 1474 | -   | 1879 |

1. ↑  Een '-' betekent dat het nummer niet was genoteerd en een vetgedrukt getal geeft de hoogste notering aan.
2. ↑  Deze tabel is bijgewerkt tot en met de laatste editie (2024).